# Jacques Colette
Pour les articles homonymes, voir Colette (homonymie).
Jacques Colette, né en 1929 en Belgique, est un philosophe et historien de la philosophie franco-belge,. Président d'honneur de la Société Søren Kierkegaard, il est professeur émérite de l'université Paris I - Panthéon-Sorbonne.

## Biographie
Jacques Colette commence par s'intéresser à l'étude de l’analytique existentialiste de Martin Heidegger et de son impact sur la théologie dialectique, ce qui reconduisait au penseur danois Søren Kierkegaard et à l'idéalisme allemand. D'où des traductions du danois et de l'allemand (Hamann, Hegel, Schelling, Husserl) et des études portant sur philosophie et littérature (Solger, Hölderlin, Michaux), philosophie et musique, le romantisme allemand, la phénoménologie (Husserl, Becker, Heidegger, Sartre, Merleau-Ponty, Levinas, Henry) et les philosophies de l'existence.
Titulaire d'un doctorat en théologie (1958) et d'un doctorat de 3e cycle à l'université Paris X - Nanterre présenté sous la direction d'Emmanuel Levinas (1972), il a soutenu sa thèse de doctorat d’État ès lettres en 1985, intitulée Le Langage et l'Immédiat, sous la direction de Jean Brun.
Après avoir été maître de conférences aux facultés universitaires Saint-Louis à Bruxelles (1966-1972), il fut chargé de recherches au CNRS en 1974 (centre de recherche phénoménologique et herméneutique dirigé par Paul Ricœur), puis professeur à l'université François Rabelais de Tours (1986), à l'université Paris I - Panthéon-Sorbonne (1991 à 1997).
Jacques Colette cofonde la société Søren Kierkegaard en 2000 et en est président d'honneur depuis 2003.

## Œuvres

### Livres
- Histoire et absolu. Essai sur Kierkegaard. Nouvelle version conforme à la première édition suivie d'un nouvel essai, UCL Presses universitaires de Louvain, 2014.
- Dialectique et Phénoménologie. Études de philosophie allemande, Bruxelles, Éditions Ousia, 2008.
- Les Lettres et la pensée, collection Essais d'esthétique, Les éd. de la Transparence, Chatou, 2007[6]
- L'existentialisme, PUF, Que sais-je ?, 2007[7]
- Kierkegaard et la Non-philosophie, Gallimard, 1994, Paris, 1994
- Les Écrits de Hamann, Introduction, Traduction de l'allemand et Notes, Aubier-Montaigne, Paris, 1981
- Walter Schulz, Le Dieu de la métaphysique moderne, Introduction, traduction de l'allemand et notes, Paris, Éditions du CNRS,  « Phénoménologie et Herméneutique », 1978.
- Histoire et Absolu, Essai sur Kierkegaard, Desclée & Cie, Paris, 1972
- Kierkegaard, chrétien incognito, Paris, Le Cerf, 1968.
- Kierkegaard, Discours édifiants, Introduction, traduction du danois et notes, Paris, Desclée de Brouwer, « Les Carnets DDB », 1962. Réédité sous le titre : Dieu et la pécheresse, 1999.
- Kierkegaard, La difficulté d'être chrétien, Le Cerf, Paris, 1964.

### Traductions
Traductions depuis le danois
- G. Malantschuk, « La dialectique de la liberté selon Kierkegaard », Revue des sciences philosophiques et théologiques XLII, Octobre 1958.

Traductions depuis l'allemand
- F.W.J. Schelling, Philosophie de la Révélation, Tomes I-II-III, GDR Schellingiana (CNRS), Paris, Puf, 1989-1994.
- O. Becker, « La fragilité du Beau et la nature aventurière de l'artiste. Une recherche ontologique dans le champ des phénomènes esthétiques », Philosophie n° 9, 1986.
- E. Husserl, Méditations cartésiennes et les Conférences de Paris, Groupe de travail des Archives Husserl (CNRS), Paris, Puf, 1994.
- J.G. Hamann, « Métacritique sur le purisme de la raison (1784) », Philosophie n° 55, 1997 ; Éditions Ionas, 2016.